# Tomba di Virgilio (Joseph Wright of Derby)
La tomba di Virgilio (titolo in inglese Virgil's Tomb) è il titolo di tre dipinti creati da Joseph Wright of Derby tra il 1779 e il 1785, frutto del suo viaggio in Italia compiuto tra il 1773 e il 1775. I tre quadri mostrano le rovine presso Napoli di quella che tradizionalmente veniva considerata la tomba del poeta latino Virgilio. La prima tela del gruppo compiuta nel 1779 include la figura di Silio Italico, poeta posteriore a Virgilio e suo grande ammiratore.
A differenze delle altre opere dell'artista con scene illuminata a lume di candela, in questa le rovine sono "inondate da una luce oppressiva". riflettendo la fase in cui il pittore "teneva un delicato equilibrio tra ciò che c'era realmente e ciò che gli piaceva costruire di ciò che era lì".

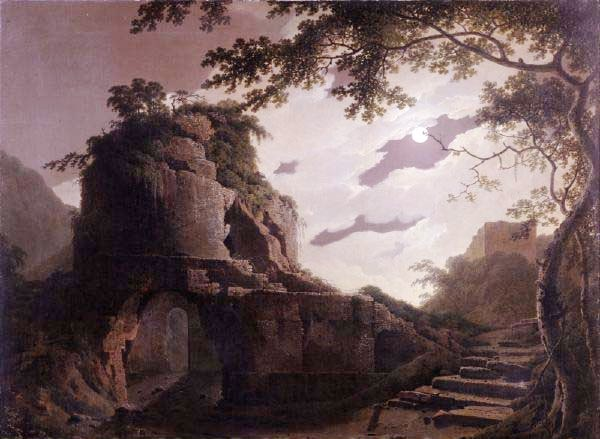
La tomba di Virgilio: versione 1782 al Derby Museum and Art Gallery.
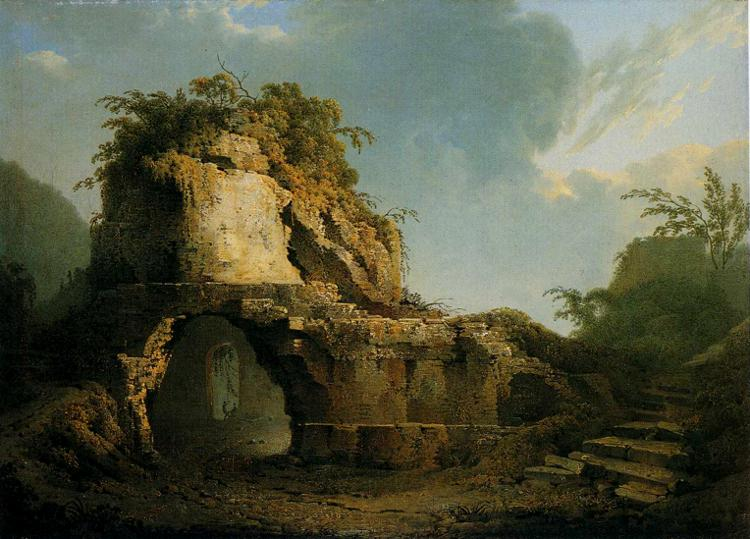
La tomba di Virgilio: il sole fa capolino tra le nubi: versione del 1785 all'Ulster Museum, Belfast